# Ruschein
Ruschein foi uma comuna da Suíça, no Cantão Grisões, com cerca de 368 habitantes. Estendia-se por uma área de 12,54 km², de densidade populacional de 29 hab/km². Confinava com as seguintes comunas: Elm (GL), Falera, Ilanz, Laax, Ladir, Schluein, Schnaus, Siat.
A língua oficial nesta comuna era o Romanche.

## História
Em 1 de janeiro de 2009, passou a formar parte da nova comuna de Ilanz/Glion.